# William Shepherd Benson
William Shepherd Benson (ur. 25 września 1855 w Macon, zm. 20 maja 1932 w Waszyngtonie) – amerykański wojskowy, admirał United States Navy, pierwszy szef Operacji Morskich w latach 1915–1919.

## Życiorys
Był synem Richarda Aarona Bensona oraz Catherine Brewer. Akademię Marynarki Wojennej ukończył w 1877, rozpoczynając służbę w US Navy. Jego pierwszym przydziałem był slup USS „Hartford”, później służył między innymi na kanonierce USS „Yantic” podczas misji ratunkowej, wysłanej do Arktyki dla ocalenia członków ekspedycji polarnej Adolphusa Greely'ego. W drugiej połowie lat 80. XIX w. uczestniczył w wokółziemskim rejsie kanonierki USS „Dolphin”. Podczas dalszej kariery w marynarce dowodził między innymi krążownikiem USS „Albany” i pancernikiem USS „Utah”, w latach 1913–1915 był komendantem Philadelphia Naval Shipyard.
Odwołany do Waszyngtonu, został awansowany do stopnia kontradmirała (Rear Admiral) i 11 maja 1915 objął stanowisko szefa Operacji Morskich. Jako pierwszy pełniący tę funkcję, stworzył ramy działania urzędu, pozostając na nim także przez cały okres zaangażowania Stanów Zjednoczonych w I wojnę światową. W 1916 awansował do stopnia admirała (Admiral). Po zakończeniu działań wojennych w listopadzie 1918 uczestniczył w negocjacjach traktatu pokojowego w Paryżu. Odszedł ze stanowiska 25 września 1919, przechodząc na emeryturę. Następnie przez niemal dziesięć lat zasiadał w zarządzie US Shipping Board.
Zmarł 20 maja 1932 w Waszyngtonie i został pochowany na Cmentarzu Narodowym w Arlington.

## Pamięć
Na jego cześć nazwano dwa okręty US Navy: niszczyciel USS „Benson” oraz transportowiec USS „Admiral W. S. Benson”. Jego imię nosił też typ niszczycieli z okresu II wojny światowej.